# Robert Bouloux
Robert Bouloux (* 20. Mai 1947 in Ploubalay) ist ein ehemaliger französischer Radrennfahrer.

## Sportliche Laufbahn
Bouloux war Straßenradsportler und Teilnehmer der Olympischen Sommerspiele 1968 in Mexiko-Stadt. Dort startete er im Mannschaftszeitfahren. Das französische Team mit Jean-Pierre Boulard, Robert Bouloux, Jean-Pierre Danguillaume und Claude Lechatellier kam auf den 15. Rang.
Als Amateur siegte er 1967 in den Eintagesrennen Paris–Mantes und Paris–Troyes vor Derek Harrison. Die Tour de l’Avenir beendete er als 14. 1968 wurde er Zweiter in diesem Etappenrennen hinter Jean-Pierre Boulard.
1969 wurde er Berufsfahrer im Radsportteam Peugeot und blieb bis 1977 als Radprofi aktiv. In der Tour de Corse cycliste und in der Tour de l’Oise gelangen ihm mit Etappensiegen seine ersten Erfolge als Profi.
1972 gewann er den Grand Prix de Plouay vor Gérard Besnard (1970 war er Zweiter geworden) und holte einen Etappensieg im Critérium du Dauphiné Libéré. 1976 wurde er im Eintagesrennen Paris–Tours beim Sieg von Ronald De Witte Dritter. In der Tour de l’Oise war er auf einer Etappe siegreich.
Die Tour de France fuhr Bouloux siebenmal. 1969 wurde er 55., 1970 41., 1971 41., 1973 56., 1976 20. und 1977 50. der Gesamtwertung. 1972 war er ausgeschieden. In der Vuelta a España 1970 schied er aus.